# Доронінська (Тарногський район)
Доро́нінська (рос. Доронинская) — присілок у складі Тарногського району Вологодської області, Росія. Входить до складу Верховського сільського поселення.

## Населення
Населення — 20 осіб (2010; 45 у 2002).
Національний склад (станом на 2002 рік):
- росіяни — 98 %